# Bosso, Niger
Bosso este o comună rurală din departamentul Diffa, regiunea Diffa, Niger, cu o populație de 36.942 de locuitori (2001).